# Râul Balta Lungă
Râul Balta Lungă este un curs de apă, afluent al râului Călui. Se formează la confluența brațelor Balta Cucului și Balta Râioasă.